# Parque Cultural de Valparaíso
El Parque Cultural de Valparaíso (PCdV), también conocido como la Excárcel, es un complejo arquitectónico construido en el Cerro Cárcel de Valparaíso, Chile, a partir de 2010 e inaugurado durante el gobierno de Sebastián Piñera en octubre de 2011. El establecimiento se emplaza sobre las bases de lo que fue la antigua cárcel pública de la ciudad, siendo ocupada hoy por artistas y agrupaciones culturales y comunitarias locales. Dentro del terreno del parque también se emplaza un antiguo polvorín, sitio arqueológico de fines de la época colonial, que corresponde a la construcción más antigua que se conserva de la ciudad, y al único testimonio de las fortificaciones que se construyeron en numerosos cerros de Valparaíso.
Se trata de un conjunto de espacios arquitectónicos con fines culturales, que incluye un moderno teatro, oficinas, salas de ensayo para danza, teatro, circo y música. Sus edificios rodean un parque de uso público, en cuyo costado se emplaza una terraza desde la que se puede ver la Bahía de Valparaíso.

## Historia

### El polvorín colonial
Entre 1807 y 1809, a fines de la época del Chile colonial, en la cumbre de la Loma de Elías (hoy Cerro Cárcel) se construyó un polvorín, con el fin estratégico de proteger a las colonias americanas del Imperio español de los ataques ingleses, durante las llamadas Guerras Napoleónicas. La estructura fue diseñada por el Capitán de Ingenieros, José Miguel María de Atero y González. Sus dimensiones son de 24.90 metros de largo, 6.50 metros de alto y 5.80 metros de ancho, y tenía una capacidad para 800 quintales (es decir, 80 toneladas) de pólvora. Además tiene un techo de dos aguas, una bóveda, un respiradero, un contrafuerte y un canal de ventilación. Fue pensada para abastecer a cuatro fuertes de la villa-puerto, los cuales también servían para proteger a la ciudad de corsarios y piratas. A este polvorín se le conoció como el «Almacén de pólvora de quebrada Elías», aludiendo al nombre de la quebrada, que muchos años más tarde heredó una calle contigua al Parque Cultural. La fortificación por entonces estaba alejada de la ciudad, pero tenía un fácil acceso.
Luego de polémicas debido a la calidad y costos de la edificación, José Miguel María de Atero logró hacer que se reforzara la estructura, lo que la volvió más costosa pero menos vulnerable a posibles bombardeos.
El polvorín se continuó utilizando durante alrededor de un siglo como barraca militar para el almacenamiento de armas. Sin embargo, se dejó de utilizar para su función inicial de polvorín hacia los años 1830. En 1844 el terreno sobre el cual se emplaza fue vendido para la construcción de una cárcel para la ciudad.

### Cárcel de Valparaíso

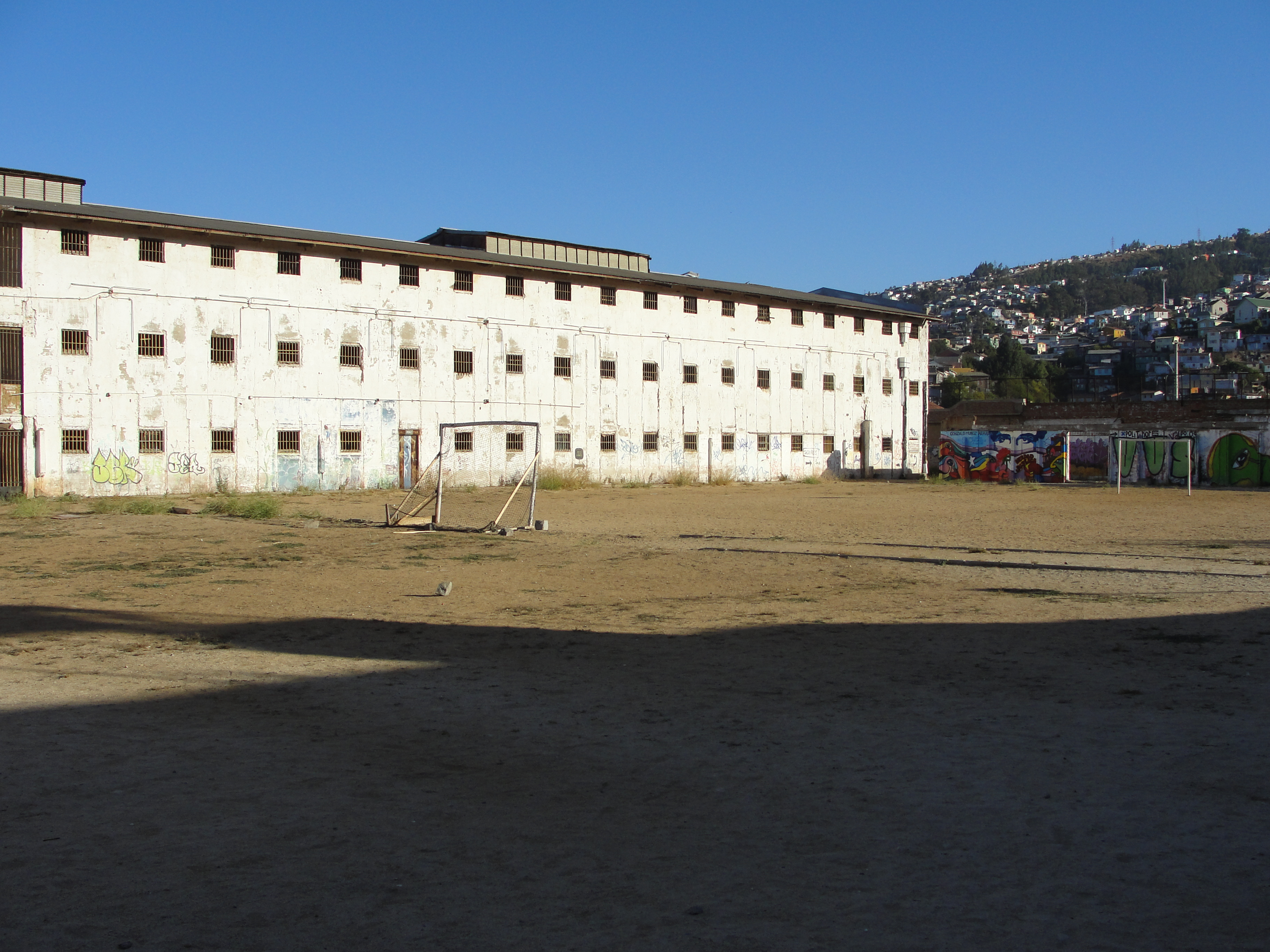
Antigua cárcel de Valparaíso, hoy remodelada como «Edificio de transmisión». Sobre esta cancha de tierra actualmente se ubican los prados del parque.

A partir de 1846, el polvorín se comenzó a utilizar como presidio junto a otros edificios menores cercanos, e incluso de pensó en transformarlo en una capilla. En 1907, luego del violento terremoto de Valparaíso de 1906, se comenzó a construir la galería de reos de la nueva Cárcel Pública de Valparaíso, hoy conocida como edificio de transmisión. La cárcel funcionó allí durante casi un siglo, entre 1906 y 1999. Se convirtió en el principal recinto carcelario de la Región de Valparaíso, y recurrentemente tuvo sobrepoblación penal. Durante su construcción se decidió conservar el antiguo polvorín intacto, el cual logró resistir diversos terremotos.
La cárcel funcionó como recinto de detención política desde sus primeros años, a partir de las manifestaciones populares ligadas a la cuestión social hacia 1850, hasta el gobierno de José Manuel Balmaceda. En el marco de la guerra civil de 1891, los detractores del gobierno sufren la detención política a lo largo de todo el país: ese año la cárcel contaba alrededor de cincuenta prisioneros políticos. Durante la dictadura militar de Augusto Pinochet,  el recinto fue igualmente utilizado como centro de detención para presos políticos, sobre los que se cometieron extensas violaciones de derechos humanos. Numerosos marinos democráticos, opositores al Golpe de Estado de 1973, son detenidos en la cárcel. Entre 1973 y 1974, los prisioneros eran trasladados a la cárcel desde diversos recintos militares, principalmente desde la Academia de Guerra Naval y el Cuartel Almirante Silva Palma, ubicados en el cerro Artillería. De acuerdo a algunos testimonios, también fueron trasladados detenidos provenientes desde otros campos de prisioneros de la región, principalmente del Campo de Concentración Melinka, ubicado en Puchuncaví. Durante el resto de la dictadura, entre 1977 y 1990, los presos eran enviados directamente por Carabineros, la PDI y la CNI, luego de haber sido detenidos en recintos de estas entidades, especialmente de la CNI. De acuerdo con las declaraciones de los testigos, durante toda la dictadura militar, los presos políticos recibieron permanentes maltratos, además de haber sido discriminados por sobre los demás reos. Entre los abusos se cuentan la incomunicación con el exterior, encierros injustificados, traslados sin aviso a otros recintos carcelarios, maltrato físico por parte de gendarmes e infantes de marina, e incluso ocasionales interrogatorios y torturas por parte de carabineros y miembros de la CNI.

### Parque cultural Ex-cárcel

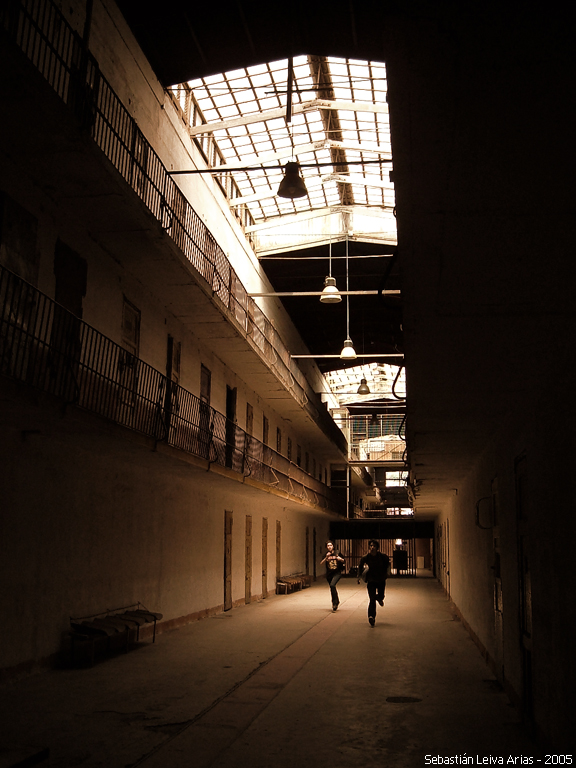
El Galería de Reos del Espacio Ex-cárcel en 2005 (hoy Edificio de Transmisión), cuando era organizado colectivamente por artistas de la zona.

Una vez que la cárcel quedó en desuso, con el traslado de los presos hacia la nueva cárcel entre marzo y abril de 1999, esta fue utilizada por artistas y agrupaciones culturales y comunitarias, funcionando también como el escenario para la presentación de artistas nacionales de trayectoria internacional (tales como la compañía Teatro del Silencio). La administración fue inicialmente co-gestionada por colectivos ciudadanos locales y la secretaría regional del Ministerio de bienes nacionales, organismo que queda a la tutela del recinto dada su condición de bien fiscal, y que impulsó desde 2000 - y hasta 2003-  un programa de participación cultural ciudadana denominado "Cárcel, un cerro para la cultura". En el marco de dicho programa comienzan a realizarse visitas guiadas y el recinto de la cárcel es abierto al público. Desde abril de 2004, la Ex-cárcel pasará a estar bajo la tutela de la Intendencia de Valparaíso. Durante estos años se transformaron las celdas y los espacios de la cárcel en salas de ensayo y espacios para la realización de actividades deportivas y presentaciones de artes escénicas.
En 2002 el gobierno de Ricardo Lagos lanza una licitación en pos de la construcción de una mega infraestructura cultural sobre los terrenos de la Ex cárcel. A partir de la licitación, es seleccionado el proyecto "Campus cultural", elaborado por la empresa inmobiliaria Novaterra, y piloteado por la comisión presidencial "Plan Valparaíso", destinada a favorecer la reactivación  económica de la ciudad-puerto a partir del desarrollo del turismo, los servicios y la actividad cultural. El proyecto "Campus cultural" proponía un modelo empresarial de gestión, incluyendo un complejo residencial, infraestructura hotelera y turística y espacios universitarios. El controvertido proyecto - criticado principalmente por su concepción centralista y poco participativa-  fue finalmente descartado en 2003.
Es en este marco que se inscriben diversos estudios desarrollados en torno al antiguo polvorín a fin de certificar el carácter histórico-patrimonial de la cárcel, asegurar su protección y convertir el polvorín en un museo de sitio o monumento. Hacia 2005, la fortificación sufría severos problemas estructurales, especialmente en la techumbre y la bóveda.

### Parque Cultural de Valparaíso
El proyecto de creación del Parque Cultural de Valparaíso (PCdV) se comenzó a gestar durante el primer gobierno de la presidenta Michelle Bachelet. En 2007, el destacado arquitecto brasileño Oscar Niemeyer regaló el boceto de una gran infraestructura cultural concebida para realizarse sobre el terreno de la Ex cárcel. Este proyecto desencadena intensas controversias dada la escasa presencia del patrimonio local -  tanto en lo relativo a la conservación apropiada del polvorín como a la galería de reos - y  a su carácter poco participativo en relación con los grupos ciudadanos implicados en el uso y gestión del espacio desde los inicios de su ocupación cultural.  Luego de varias modificaciones, y de una serie de conflictos que incluyeron tanto la clausura de la Ex cárcel en marzo de 2008 como numerosas manifestaciones públicas por parte de los grupos de artistas ocupantes afectados el proyecto fue finalmente rechazado por el gobierno local,
Dos años más tarde, a través de concurso público, se eligió a la oficina de arquitectos chilena HLPS - integrada por los arquitectos Jonathan Holmes, Martin Labbé, Carolina Portugueis y Osvaldo Spichiger, todos profesionales egresados de la Pontificia Universidad Católica de Chile (Santiago) - para la construcción de nuevo proyecto Parque cultural Valparaíso. En noviembre de 2009, la Dirección de Crédito Prendario (Dicrep) y la Municipalidad de Valparaíso firmaron un comodato, avalado por la SUBDERE, el GORE Valparaíso y el CNCA, a través del cual Dicrep cedió el cuarto piso de su edificio ubicado entonces en el barrio universitario de la ciudad, a los antiguos artistas ocupantes de la Ex-cárcel, para que continuasen con sus procesos de creación y formación interrumpidos por los futuros trabajos. Este nuevo espacio, de 1200 m², estaría habilitado para su uso desde comienzos de 2010 hasta los términos de la construcción del nuevo Parque cultural. Finalmente, una parte de los artistas ocupantes continuarán un proyecto artístico cultural en un terreno del cerro Barón , (auditorio Manuel Guerrero)  bautizado como "Parque cultural La Laguna".
El proyecto adjudicado para ser construido en la Ex cárcel,  elegido de entre más de cien iniciativas postuladas, se licitó a comienzos de 2009. Las obras estaban inicialmente pensadas para acabar en junio de 2011, pero para entonces aún presentaban un 85% de avance. Finalmente, el nuevo PCdV se inauguró en octubre de 2011. El antiguo polvorín, con más de dos siglos de historia y aún en pie, se restauró para dejarlo abierto a la comunidad.

## Administración
La administración del PCdV es un caso ejemplar en el país, pues antes de su construcción y creación legal como corporación sin fines de lucro, el espacio cultural Ex-cárcel ya contaba con una administración ciudadana, de tipo informal, pero activa y funcional. De este modo, luego de largos debates, la sociedad civil se ganó el derecho a elegir representantes para formar parte de su directorio, el cual estaría constituido además por representantes del Consejo Nacional de la Cultura y las Artes (CNCA), la Municipalidad de Valparaíso y el GORE.
El PCdV actualmente funciona como una corporación cultural de cuyo directorio participan entidades gubernamentales y privadas. Para 2015, estaba estructurado de la siguiente manera:
- 3 miembros elegidos por el Intendente de la Región de Valparaíso
- 1 miembro elegido por el Alcalde de Valparaíso
- 1 miembro elegido por el (CNCA)
- 3 representantes de organizaciones de la comunidad porteña[nota 1]

Su primer director ejecutivo fue el curador y crítico de arte Justo Pastor Mellado, quien asumió el cargo junto con la inauguración del Parque, en enero de 2012. En diciembre de 2014, el contrato de Mellado no fue renovado, en parte debido a críticas en su gestión por falta de transparencia. El cargo estuvo desocupado durante ocho meses, hasta que en agosto de 2015 asumió la nueva dirección el músico y político Jorge Coulón, quien fue elegido por el directorio de entre otros cinco candidatos, entre ellos el artista visual Arturo Duclos. Coulón, miembro fundador de Inti-Illimani e Inti-Illimani Nuevo, anteriormente se desempeñaba como director del Centro Cultural de La Florida.
En marzo de 2015 el PCdV asumió la nueva figura legal de Asociación Parque Cultural de Valparaíso. Para ella se conformó un directorio, cuyo primer presidente fue el escritor y conductor de televisión Cristián Warnken, quien renunció al poco tiempo, el 3 de junio de 2015, para ser reemplazado por Alejandro Rodríguez Musso, diseñador industrial, gestor cultural y académico de la Universidad de Valparaíso.
En agosto de 2017, Coulón renunció a la dirección del Parque Cultural para postularse como candidato a diputado en las elecciones parlamentarias, en representación del Partido Comunista. En noviembre del mismo año, luego de un polémico proceso de elección en que participaron cincuenta postulantes, se eligió a Nélida Pozo, quien al momento de ser elegida ejercía como Directora Regional del CNCA Valparaíso, como la nueva Directora del Parque.

### Financiamiento
Hasta el año 2015, el Parque Cultural de Valparaíso era financiado principalmente por el CNCA. Era, por lo tanto, la única institución cultural fuera de la Región Metropolitana de Santiago financiada directamente por medio de la Ley de Presupuesto.[cita requerida]

## Arquitectura
La remodelación y construcción del proyecto del Parque Cultural de Valparaíso estuvo a cargo de HLPS Arquitectos, empresa chilena conformada por los arquitectos Martin Labbe, Jonathan Holmes, Carolina Portugueis y Osvaldo Spichiger. Desde un punto de vista arquitectónico, el parque se divide en tres espacios de ambientes diferentes:
En junio de 2013, el PCdV fue reconocido como la mejor obra arquitectónica publicada en el sitio web de Plataforma Arquitectura durante 2012, luego de haber obtenido la mayoría de votos de entre más de 70.000 votaciones realizadas por la comunidad arquitectónica a 15 trabajos diferentes. La premiación de esta XI versión del concurso se realizó en el mes de octubre, en Santiago de Chile.

### Edificio de Transmisión

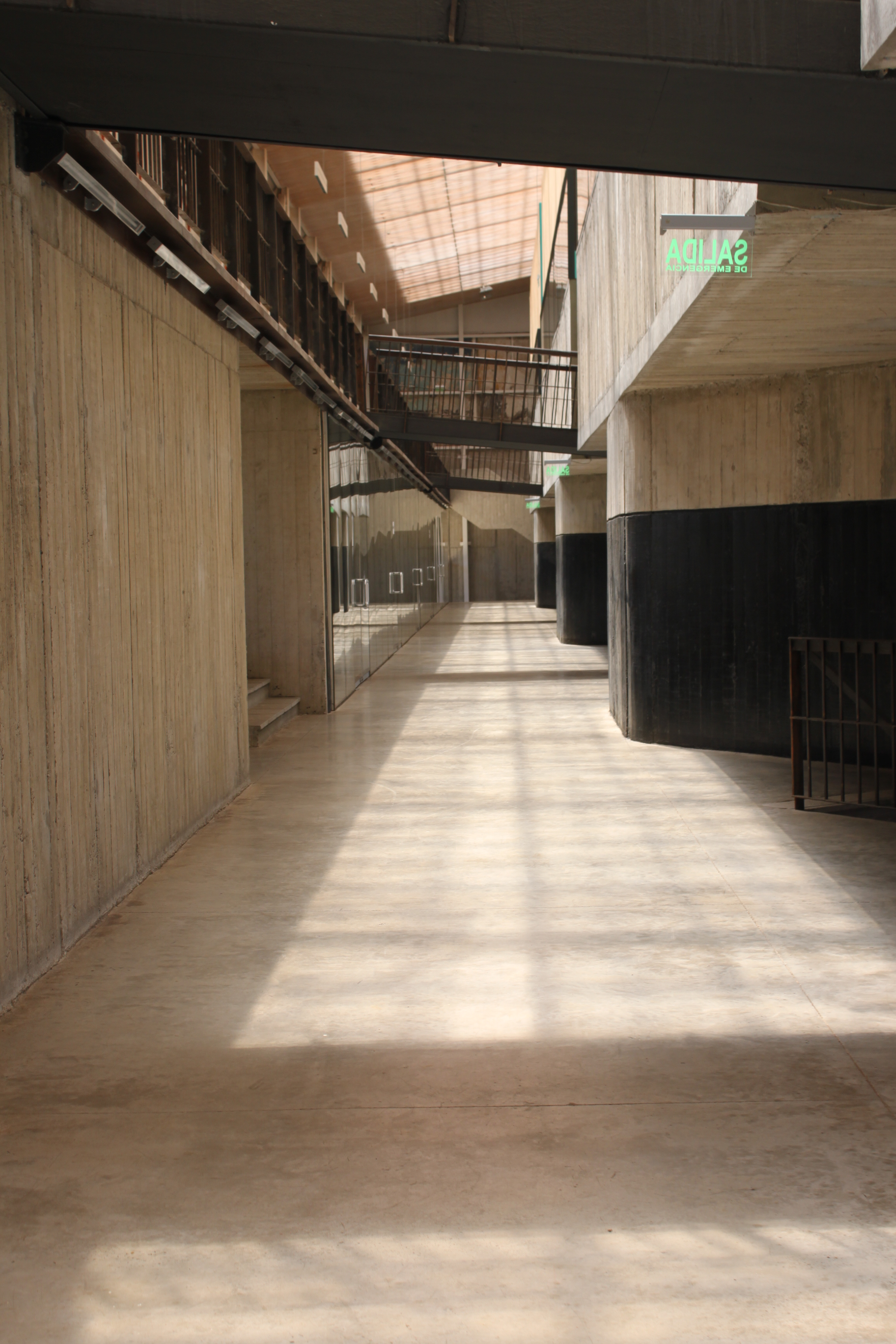
Interior del Edificio de Transmisión. A la izquierda, una escalera para subir al segundo nivel; a la derecha, escalera para descender a la sala de danza subterránea. Note la reducción de los tres niveles originales a dos, y el aumento de luz desde el techo.

Construido a partir de la modernización de la antigua Galería de Reos. Del antiguo edificio se conservaron las paredes interiores, las cuales contienen dibujos y recortes que pegaban los mismos presos. Es, por tanto, una muestra de reciclaje arquitectónico.
La propuesta enfrenta la contradicción de convertir una antigua cárcel en un espacio de integración social. La solución encontrada contempló la creación de un paseo público y de un plano urbano, así como la realización de un corte horizontal en el antiguo muro de la cárcel, de modo que desde dentro se mantuvo la altura de 4.5 metros del muro original, pero desde el exterior se permite un acceso más natural al edificio, a nivel del suelo.
El nombre actual del edificio se debe a que aquí se transmiten proyectos de creación y formación artística y cultural. El espacio contiene:
- 2 salas de música
- 2 salas de danza
- 2 salas de teatro
- 2 salas de pintura y escultura
- 2 salas para actividades de formación
- 1 espacio para artes circenses
- 1 centro de documentación y archivo acerca de los movimientos sociales históricos de la ciudad
- 1 cocina abierta para los artistas

### Edificio de Difusión

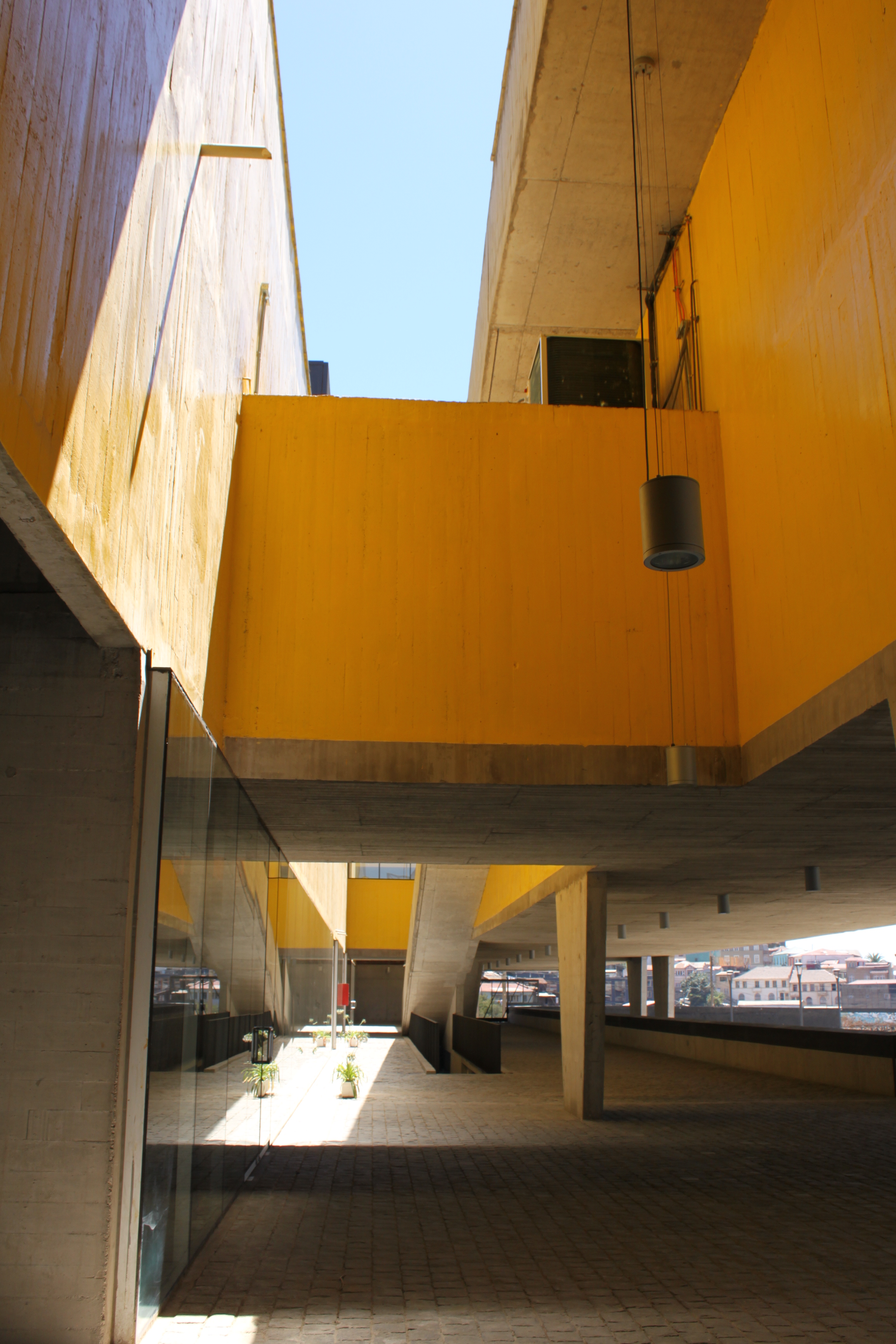
Segundo nivel del Edificio de Difusión.

Se trata de un edificio nuevo de estilo contemporáneo, que contiene:
- 1 gran teatro moderno
- 1 sala de artes visuales
- 1 sala de laboratorio multidisciplinario
- 1 biblioteca infantil (en desarrollo)
- 4 espacios comerciales: un café-restaurante, dos tiendas y una amplia zona de estacionamientos (esta última actualmente en desuso)

El edificio cuenta de cinco niveles. El último es una amplia terraza desde la cual se puede ver la bahía de Valparaíso y buena parte del Gran Valparaíso: Viña del Mar, Reñaca y Concón.

### El parque
El parque propiamente tal, como arquitectura paisajista, en la cual se sitúa el antiguo polvorín y la terraza-mirador.
|                                                                         |
| Vista desde la terraza-mirador del Parque hacia la Bahía de Valparaíso. |